# Temnora pylades
Temnora pylades là một loài bướm đêm thuộc họ Sphingidae. Loài này có ở Uganda, Kenya, Tanzania và Malawi.
The forewing are similar to Temnora pylas pylas.

## Phân loài
- Temnora pylades pylades
- Temnora pylades tanganyikae Clark, 1928 (Rwanda, Tanzania)